# 에크네
에크네(아일랜드어: Ecne, 고대 아일랜드어: ecna)는 투어허 데 다넌의 일원으로 지식과 지혜의 신이라 한다.
에크네는 델바흐라고도 하는 티란의 아들들인 브리안, 우하르, 우하르바 형제의 아들이다. 삼형제가 한 아들의 아버지라는 것은 고대 켈트의 일처다부제 관습을 연상시킨다.
한편 Irish Druids and Old Irish Religions에서 제임스 본위크는 에크네를 여성으로 비정하며 시문학의 여신이라고 해석한다.